# Dorothee Mields
Dorothee Mields est une soprano allemande spécialisée dans le répertoire baroque, née le 15 avril 1971.

## Biographie
Dorothee Mields naît à Gelsenkirchen de parents allemand et ukrainien.
Elle reçoit ses premiers cours de chant de Therese Maxsein à Essen et acquiert de l'expérience dans différents chœurs.
Elle étudie ensuite à l'Université des arts de Brême (Hochschule für Künste Bremen) chez Elke Holzmann et complète sa formation chez Harry van der Kamp et Gabriele Shreckenbach à Brême et chez Julia Hamari à Stuttgart.
Passionnée par la musique des XVIIe et XVIIIe siècles, elle se consacre également au répertoire contemporain.
Elle travaille régulièrement avec Ludger Rémy, le Collegium Vocale de Gand, le Bach Collegium Japan, la Société Bach des Pays-Bas, le Tafelmusik Baroque Orchestra, le Freiburger Barockorchester, le RIAS Kammerchor, l'Orchestre du XVIIIe siècle, L'Orfeo Barockorchester, le Lautten Compagney et le Klangforum Wien, ce qui l'amène à être dirigée par de grands spécialistes de la musique baroque tels que Philippe Herreweghe, Frans Brüggen, Gustav Leonhardt et Masaaki Suzuki.
Dorothee Mields enseigne à la Hochschule für Musik Franz Liszt Weimar (Université Franz Liszt de Weimar) et vit avec sa famille près de Hagen.

## Interprétations remarquables
Sa remarquable interprétation des Gellert Oden de Carl Philipp Emanuel Bach (avec Ludger Rémy au forte-piano) a été couronnée par un « Choc » du magazine Le Monde de la Musique.

## Accueil critique
Pour le site allemand klassik.com, « ce sont les notes aiguës fines et argentées qui rendent son chant tellement séduisant ».

## Discographie sélective

### Enregistrements réalisés avec Ludger Rémy
- 1997 : Christmas Cantatas de Georg Philipp Telemann
- Brockes Passion de Gottfried Heinrich Stölzel, avec le Telemannisches Collegium Michaelstein, dir. Ludger Rémy
- 2002 : Cantates de chambre, volume 1 de Gottfried Heinrich Stölzel
- 2003 : Passion selon Saint-Jean de Georg Gebel
- 2004 : Gellert Oden (Herrn Professor Gellerts Geistliche Oden und Lieder) de Carl Philipp Emanuel Bach avec Ludger Rémy (forte-piano)
- 2007 : Deux sérénades de Gottfried Heinrich Stölzel
- 2008 : Die Liebe Gottes ist ausgegossen, cantates de Philipp Heinrich Erlebach
- Cantatas for Pentecost de Gottfried Heinrich Stölzel, avec le Telemannisches Collegium Michaelstein, dir. Ludger Rémy
- 2014 : Anne Hunter's Salon, Scottish Folk Songs, & English Canzonettas de Joseph Haydn, avec l'ensemble Les Amis de Philippe et Ludger Rémy (forte-piano)

### Autres enregistrements
- 1999 : Ode à Sainte Cécile de Georg Friedrich Haendel, avec le Concerto Polacco dir. Wolfgang Helbich
- 2002 : La Création de Joseph Haydn, avec le Chœur et Ensemble Balthasar-Neumann (de) dir. Thomas Hengelbrock
- 2007 : Jesu, deine Passion, cantates BWV 22, 23, 127 et 159 de Jean-Sébastien Bach, avec le Collegium Vocale Gent dir. Philippe Herreweghe
- 2009 : In darkness let me dwell, chansons de John Dowland, avec le luthiste Lee Santana, la gambiste Hille Perl et l'Ensemble Sirius Viols
- 2010 : Love Songs, chansons de Henry Purcell avec l'ensemble Lautten Compagney dir. Wolfgang Katschner
- 2011 : Kantaten, Vol. 1 de Wilhelm Friedemann Bach, avec l'ensemble L'Arpa Festante dir. Ralf Otto
- 2011 : Motets de Jean-Sébastien Bach, avec le Collegium Vocale Gent dir. Philippe Herreweghe
- 2012 : Love's Madness, chansons de Henry Purcell
- 2012 : Hoffnung des Wiedersehens, arias de Georg Philipp Telemann, avec L'Orfeo Barockorchester dir. Michi Gaigg
- 2012 : Sacred Arias, avec l'ensemble Concerto Melante, œuvres de Christoph Bernhard, Johann Pachelbel, Dietrich Buxtehude, Franz Tunder, Dietrich Becker
- 2013 : Wie schön leuchtet der Morgenstern, Noëls luthériens de Samuel Scheidt, Michael Prætorius, Matthias Weckmann, Johann Hermann Schein, Heinrich Schütz, Franz Tunder et Johann Crüger, avec Paul Agnew et l'ensemble Lautten Compagney dir. Wolfgang Katschner
- 2014 : Inspired by Song, avec Stefan Temmingh
- 2015 : Kantaten für Solo-Sopran de Jean-Sébastien Bach avec L'Orfeo Barockorchester dir.  Michi Gaigg
- 2017 : Du treuer Gott : Leipzig Cantatas BWV 101, 103 et 115 de Jean-Sébastien Bach, avec le Collegium Vocale Gent dir. Philippe Herreweghe
- 2018 : Lass Mein Herz de Christoph Graupner, avec l'Harmonie Universelle dir. Florian Deuter
- 2021 : Basevi Codex - Music at the Court of Margaret of Austria, avec le Boreas Quartett Bremen